# Wola Korzeniecka
Wola Korzeniecka Lengyelország délkeleti részén, a Kárpátaljai vajdaságban, a Przemyśl járásban, Gmina Bircza község területén található település, közel a lengyel–ukrán határhoz. A település a járás központjától, Przemyśltől 22 kilométernyire nyugatra található és a vajdaság központjától, Rzeszówtól 52 kilométernyire található délkeleti irányban.
A falu déli részén található az Arłamów repülőtér felszállópályája.

## Történelme
A településről először 1552-ben tesz említést egy írásos emlék. 
Wola Korzeniecka annak köszönheti létezését, hogy a Bireccy nemesi család egy üveggyárat létesített a közelben, ezáltal is munkát adva a helybélieknek.
A településen 1811-ben épült fel a Szent Száva tiszteletére emelt fatemplom, amely a világháború után az enyészeté lett.
Wola Korzeniecka 1975 és 1998 közt a Przemysl vajdasághoz tartozott, majd az 1998-as önkormányzati átszervezés során a Kárpátaljai vajdaság részévé vált.

## Demográfia
Wola Korzeniecka település lélekszáma az alábbiak szerint alakult az évek során:
- 1785 - 133 fő görögkatolikus, római katolikus 49
- 1840 - 252 fő görögkatolikus (nincs adat arról, hogy más vallásokhoz tartozó személyek is éltek volna ekkoriban itt)
- 1859 - 230 fő.
- 1879 - 309 fő.
- 1899 - 449 fő.
- 1926 - 549 fő.
- 1938 - 504 fő.
- 2006 - 209 fő

## Fordítás
Ez a szócikk részben vagy egészben  a   Wola Korzeniecka című angol Wikipédia-szócikk ezen változatának fordításán alapul.  Az eredeti cikk szerkesztőit annak laptörténete sorolja fel. Ez a jelzés csupán a megfogalmazás eredetét és a szerzői jogokat jelzi, nem szolgál a cikkben szereplő információk forrásmegjelöléseként. és Ez a szócikk részben vagy egészben  a   Wola Korzeniecka című lengyel Wikipédia-szócikk ezen változatának fordításán alapul.  Az eredeti cikk szerkesztőit annak laptörténete sorolja fel. Ez a jelzés csupán a megfogalmazás eredetét és a szerzői jogokat jelzi, nem szolgál a cikkben szereplő információk forrásmegjelöléseként.